# Association pour l'amitié entre Villeneuve-d'Ascq et Leverkusen
L'AAVAL, ou Association pour l'amitié entre Villeneuve-d'Ascq et Leverkusen, réunit des personnes souhaitant développer des relations amicales culturelles et sociales entre ces deux villes et, plus généralement, avec l'Allemagne.
Elle fut la clef de voûte du rapprochement entre ces deux municipalités, qui signèrent une charte de coopération en 2001, et déboucha sur la création d'un jumelage officialisé en 2005,. C'est le dernier grand jumelage (ville de plus de 50 000 habitants) en date entre la France et l'Allemagne,. Il permet notamment de développer de nombreux échanges scolaires et culturels entre les deux villes.
L'association, qui fête en mars 2010 ses 10 ans d'existence, compte une soixantaine de membres et organise plus d'une dizaine de manifestations annuelles. Elle se veut actrice à part entière de la construction européenne via l'intensification des relations entre la France et l'Allemagne, deux pays moteurs de l'histoire et de l'économie de l'Union européenne. Son action est soutenue par le maire de Villeneuve-d'Ascq, Gérard Caudron.

## Historique

Logo de la DFG - Leverkusen

L'AAVAL voit le jour en mars 2000. Très vite, des relations fortes se nouent entre les membres de l'AAVAL et leurs homologues de la Deutsch-Französische Gesellschaft à Leverkusen ((de) DFG-Leverkusen), une branche locale de l'association allemande dont le but est de favoriser les échanges culturels entre l'Allemagne et la France.
Ce rapprochement, à l'initiative de multiples rencontres franco-allemandes d'échanges culturels, sociaux et linguistiques, sera soutenu par les deux municipalités et aboutit à la signature d'une charte de coopération entre les deux villes le 1er novembre 2001. Cette charte aboutit en 2005 à l'officialisation d'un jumelage à villa Gabrielle d'Annappes, et ce malgré quelques réticences, notamment en raison du souvenir douloureux du massacre d'Ascq lors de la Seconde Guerre mondiale.
Depuis, l'aaval a vu ses rangs gonfler et sa notoriété évoluer, notamment au travers d'événements phares comme la quinzaine allemande instaurée en 2003, les Stammtische, rencontres mensuelles autour d'un thème choisi, et les visites du marché de Noël.
En 2005, lors de la quinzaine allemande, l'aaval organise la projection de films allemands en partenariat avec le cinéma Le Méliès et l'Institut Goethe.
Les 14 et 15 mars 2009, l'office du tourisme de Villeneuve-d'Ascq, en partenariat avec l'AAVAL, accueille le premier Salon du tourisme allemand au château de Flers. Deux expositions sont présentées: une sur Leverkusen et une autre sur Impressions d'Allemagne à travers le regard des Français. À cette occasion, des jeunes musiciens de la Musikchule de Leverkusen et de l'école de musique villeneuvoise ont joué la Sarabande de Haendel. Le maire de Villeneuve-d'Ascq, Gérard Caudron, déclare que le jumelage avec Leverkusen est celui qui génère le plus d'échanges pour la ville.
Les 3 et 4 octobre 2009, une vingtaine d'habitants de Leverkusen sont accueillis pour un week-end de visites et d'échanges à Villeneuve-d'Ascq. En décembre de la même année, des Villeneuvois se rendent à leur tour en Allemagne à l'occasion du traditionnel marché de Noël.
Pour ses dix ans en 2010, l'association se dote d'un site internet et publie régulièrement un bulletin informatif, l'aaval-idées. De nombreuses manifestations sont organisées en marge de l'anniversaire de l'association et de la commémoration des vingt ans de la chute du mur de Berlin. Un échange scolaire se tient en janvier et en mars entre des élèves des Lycées Raymond Queneau et Freiheer vom Stein. En avril, 5 artistes françaises et allemandes exposent leurs œuvres à l'occasion d'une exposition "Farbbrücke - couleurs passerelles" à la Ferme d'en Haut à Villeneuve-d'Ascq.

## Organisation
Le bureau actuel de l'association se compose de Gérard Collet (président), Danièle Calonne (présidente adjointe), Renée Charpentier (secrétaire), Brigitte Karges (trésorière), Martine David (intendante) et Monique Chantraine (intendante adjointe).
Les traditionnels Stammtisch se déroulent au musée du Terroir de Villeneuve-d'Ascq une fois par mois.
Les cours d'allemand sont assurés par Helmut Hildebrandt, lui aussi membre du bureau.

## Activités et manifestations
Les activités sont assez diversifiées:
- Tables-rondes à thème (Stammtisch) suivies de repas (Abendbrot) au musée du Terroir de Villeneuve-d'Ascq.
- Cours d’allemand pour adultes, débutants ou « grands recommençants ».
- Sorties culturelles (théâtres, expositions) et conférences.
- Un voyage chaque année dans une région d’Allemagne.
- Publication d'un bulletin AAVAL-idées[11] rassemblant l'actualité de l'association et les événements à venir.

L'association est à l'origine de nombreuses manifestations comme:
- La quinzaine allemande depuis 2003 avec films, expositions, conférences ou concerts...
- Des déplacements à Leverkusen et l'accueil de nos amis allemands lors d'événements ou de fêtes (hébergement chez l'habitant de préférence).
- La visite annuelle du marché de Noël de Leverkusen.